# Басконія
Баско́нія (баск. Euskal Herria) — історико-культурний регіон у Європі, на південному заході Франції і півночі Іспанії (узбережжя Біскайської затоки). Це територія традиційного розселення басків, де поширені баскська мова, культура, традиції або де вони були поширені у минулому.
У складі Іспанії існує Баскська автономія під назвою Країна Басків (баск. Euskadi, Euskal Autonomia Erkidegoa, ісп. Comunidad Autónoma del País Vasco), яка охоплює лише західну частину історичного регіону. Тому в іспанській мові термін País Vasco зазвичай стосується лише Баскської автономії, а весь регіон називають Vasconia або баскським терміном Euskal Herria (його український аналог власне Басконія).

## Географія та адміністративний поділ

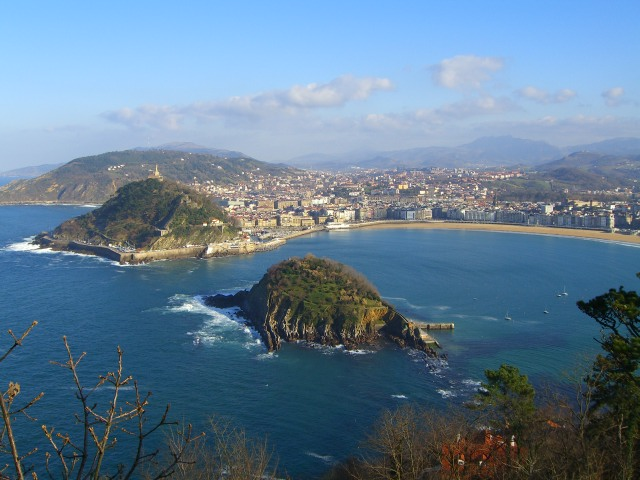
Місто Сан-Себастьян або Доностія (Donostia)

Провінції Басконії (Країни Басків):
Країна Басків (в Іспанії)
Наварра (в Іспанії)
Північна Країна Басків (у Франції)

Країна Басків розташована в західних Піренеях на узбережжі Атлантичного океану. Складається з автономної спільноти Країна Басків і провінції Наварра (в Іспанії), а також північної (французької) Країни Басків (у Франції).
Традиційно поділяється на сім провінцій (баск. lurraldeak), чотири в іспанській Країні Басків і три у французькій Країні Басків. Об'єднання цих семи провінцій баски часом називають Zazpiak Bat (укр. усімох єдині) — це девіз, створений у XIX столітті французьким дослідником Антуаном Томсоном д'Аббаді.

### Південна Країна Басків
Південна Країна Басків (Баскською Hegoalde, тобто «Південь») або південна Країна Басків — це частина Басконії, розташована в Іспанії, яка включає дві автономні спільноти:
- Країна Басків, площею 7 234 км², що складається з трьох провінцій, які офіційно іменуються «історичними територіями» (баск. lurralde historikoak, ісп. territorios históricos):
  - Алава або Араба (баск. Araba, ісп. Álava), столиця Віторія-Гастейс. Віторія є також столицею автономної області Країна Басків.
  - Біская (баск. Bizkaia, ісп. Vizcaya), столиця Більбао.
  - Гіпускоа (баск. Gipuzkoa, ісп. Guipúzcoa), столиця Сан-Себастьян.
  - На території автономії є також два анклави: Кондадо-де-Тревіньйо (площа 280 км²) на території Алави, що належить адміністративно автономній області Кастилія-і-Леон і Вальє-де-Вільяверде (площа 20 км²) на території Біскайї, що належить до Кантабрії. Ці анклави часто включають до складу Баскських земель.
- Наварра (баск. Nafarroa, ісп. Navarra), столиця Памплона (10 391 км²) є автономною областю, що складається з однієї однойменної провінції. У Конституції Іспанії 1978 року зазначено, що Наварра може стати частиною автономної області Країни Басків. Правляча у Наваррі партія Союз наваррського народу (ісп. Unión del Pueblo Navarro) виступає категорично проти об'єднання з Країною Басків і неодноразово вимагала внести зміни до конституції, усунувши відповідну статтю[1].

### Північна Країна Басків

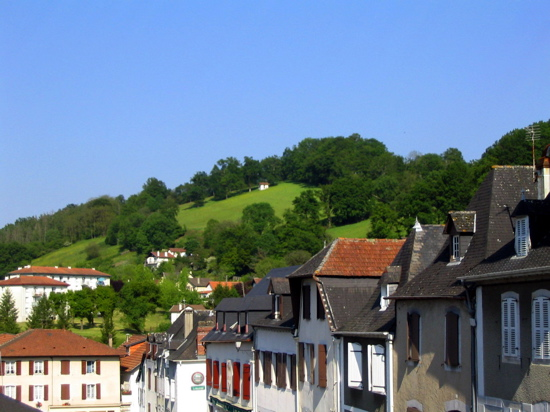
Місто Молеон у Субероа

До Великої французької революції французька частина Країни Басків (баск. Iparralde, тобто «Північ») складалася з провінцій:
- Лапурді або Лабур (баск. Lapurdi, фр. Labourd).
- Нижня Наварра (баск. Nafarroa Beherea, фр. Basse-Navarre).
- Субероа або Суль (баск. Zuberoa, фр. Soule).

Після революції поділ Франції на провінції було скасовано.
Станом на 2010 рік французька, або північна Країна Басків є частиною департаменту Атлантичні Піренеї, що входить до регіону Аквітанія. Охоплює округ Байонна і кантони Молеон-Лішарр і Тардетс-Соролюс.

## Історія Баскських земель

Саспіак Бат, герб Басконії, що містить герби всіх Баскських провінцій

Згідно з деякими версіями походження басків, вони є одним з найменш асимільованих і змішаних з іншими народів, що проживали на території Західної Європи з часів Палеоліту.
З I століття до н. е.. до середини V століття територія, заселена басками, номінально була під владою Римської імперії. Через гористий характер місцевості римлянам не вдалося проникнути у всі населені басками області, що дозволило Країні басків зберегти свою мову і національну самобутність.
У період панування вестготів, арабів на Піренейському півострові велика частина території басків залишалася незалежною й була твердинею Реконкісти. У XI—XV століттях Країна басків була під владою Королівства Наварра і Кастилії.
У VIII ст. землі басків простягалися на захід десь навколо верхів'їв річки Ебро. Так само «Життя Карла Великого» Ейнгарта точно вказує на витік Ебро в наваррській землі. Однак цей західний регіон потрапив під вплив Астурійського королівства.
Іспанська частина Країни басків з початку XVI століття увійшла до складу єдиної іспанської держави, частково зберігаючи автономію до 1876 року. Французька частина зберігала деяку автономію до Великої французької революції. У новітній історії частина Країни басків вперше отримала автономію в Іспанії після перемоги Народного фронту в 1936 році, однак була позбавлена самоврядування після падіння республіки в 1939 році. Відповідно до конституції Іспанії 1978 року частина Іспанської країни басків здобула спочатку тимчасову, з січня 1980 року — постійну автономію.

## Мови

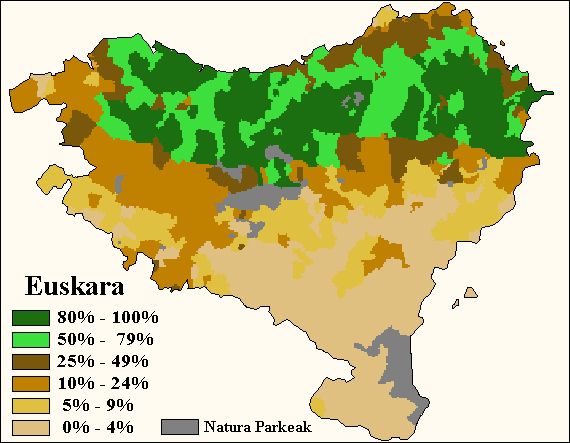
Частка мовців баскської мови

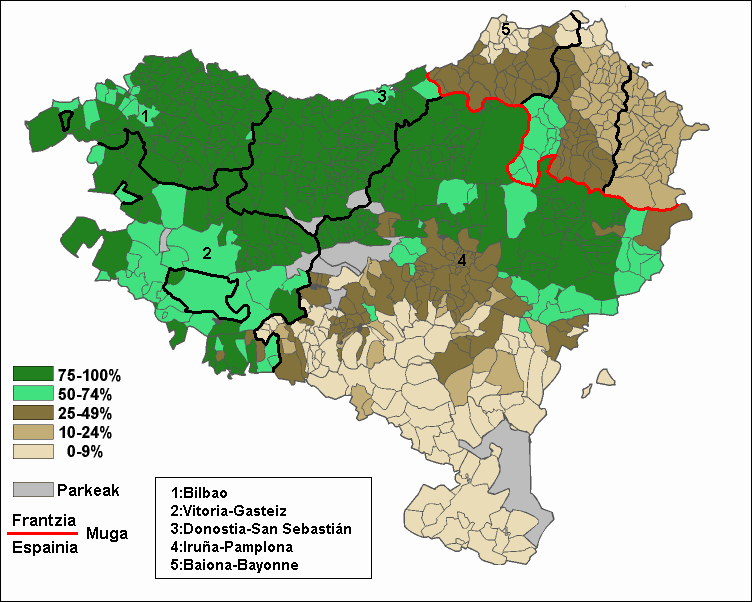
Відсоток учнів, що навчаються баскською мовою (2000—2005)

Найуживанішими мовами в іспанській Країні Басків і французькій Країні Басків нині є іспанська і французька. Баскською мовою добре володіє 25,7 % мешканців Басконії у віці 16-ти років і більше, ще 15,4 % розуміють її, але недостатньо добре розмовляють нею (дані 2006 року).
Попри те, що Баскською мовою розмовляють на порівняно невеликій території, вона має ряд діалектів, що суттєво відрізняються один від одного. Це посилювало роль іспанської та французької мов як лінґва франка у Басконії. Лише у другій половині XX століття, після утворення euskara batua — літературної Баскської мови, Баскська мова перестала вважатися мовою, непридатною для освітніх цілей навіть тими, для кого вона була рідною.
У період правління режиму Франсіско Франко іспанський уряд намагався придушити рух басків за незалежність, оскільки Баскські націоналісти воювали на боці республіканців під час громадянської війни у Біскаї та Гіпускоа. Культурна діяльність Баскською мовою обмежувалася фольклором і релігійною діяльністю, у той час як в Алаві та Наваррі ставлення до Баскської культури і мову було дещо більш толерантним, оскільки ці провінції під час війни підтримували Франко.